# Broadleys rotshagedis
Broadleys rotshagedis (Platysaurus broadleyi) is een hagedis uit de familie gordelstaarthagedissen (Cordylidae).

## Naam
De soort werd voor het eerst wetenschappelijk beschreven door William Roy Branch en Martin J. Whiting in 1997. De soortaanduiding broadleyi is een eerbetoon aan de Britse herpetoloog Donald George Broadley (1932 - 2016). In de Engelse taal wordt de soort aangeduid met 'Augrabies flat lizard', een verwijzing naar het verspreidingsgebied.

## Verspreiding en leefgebied
Deze soort komt voor in delen van Afrika en leeft endemisch in Zuid-Afrika bij de Augrabies Falls in de provincie Noord-Kaap. De oostelijke populaties van de verwante soort Platysaurus capensis bleken na onderzoek tot de soort Broadleys rotshagedis te behoren.

## Uiterlijke kenmerken
Mannetjes hebben gedurende de voortplantingstijd een fel blauwe kop, een groene rug, gele of oranje voorpoten en een bruinoranje staart. Vrouwtjes en jonge dieren daarentegen hebben een donkerbruine rug met drie roomwitte strepen en een lichtgele staart. De hagedis heeft een extreem afgeplat lichaam. De totale lichaamslengte bedraagt vijftien tot twintig centimeter inclusief de staart.

## Levenswijze
Het voedsel van deze terrestrische (bodembewonende) hagedis bestaat voornamelijk uit insecten maar ook bessen staan op het menu. Bij bedreiging door predatoren wringt het dier zich in zeer smalle rotsspleten. Als de hagedis zich eenmaal heeft ingeklemd wordt het lichaam volgezogen met lucht zodat de rotshagedis muurvast komt te zitten en het voor een vijand bijna onmogelijk wordt om de hagedis uit zijn schuilplaats te trekken.
Een legsel bestaat meestal uit twee eieren, die worden afgezet in diepe spleten tussen rotsblokken of achter losgescheurde steenplaten, in het bijzonder waar zich bladstrooisel heeft opgehoopt.